# Lista siturilor arheologice din județul Mureș - O
Lista siturilor arheologice din județul Mureș - O conține toate siturile arheologice din județul Mureș înscrise în Repertoriul Arheologic Național (RAN) și aflate în localități al căror nume începe cu litera O. RAN este administrat de Ministerul Culturii și Patrimoniului Național și cuprinde date științifice, cartografice, topografice, imagini și planuri, precum și orice alte informații privitoare la zonele cu potențial arheologic, studiate sau nu, încă existente sau dispărute.
Puteți căuta un sit din localitățile care încep cu litera O folosind formularul de mai jos sau puteți naviga prin toate siturile din județ la Lista siturilor arheologice din județul Mureș.
| Cod RAN                                 | Denumire | Localitate                         | Adresă                         | Datare                         | Descoperit                 | Coordonate                                              | Imagine           | Erori            |
| --------------------------------------- | --- | ---------------------------------- | ------------------------------ | ------------------------------ | -------------------------- | ------------------------------------------------------- | ----------------- | ---------------- |
| 118584.01 (Cod LMI: MS-I-s-B-15401)     | Situl arheologic de la Ogra - "Cipău-fermă" (Categorie: locuire civilă) (Tip: așezare)                                                                        | sat Ogra, comuna Ogra              | Fermă                          | sec. II - III d.Hr.            | D. Protase, A. Zrinyi 1977 | 46°37′00″N 24°20′00″E / 46.61666°N 24.33333°E           | Încărcați imagine | Raportați eroare |
| 118584.01.01 (Cod LMI: MS-I-s-B-15401)  | Situl arheologic de la Ogra - "Cipău-fermă" / ansamblu anonim (Categorie: locuire civilă) (Tip: Așezare rurală)                                               | sat Ogra, comuna Ogra              | Fermă                          | sec. II - III d.Hr.            | D. Protase, A. Zrinyi 1977 | 46°37′00″N 24°20′00″E / 46.61666°N 24.33333°E           | Încărcați imagine | Raportați eroare |
| 118584.01.03 (Cod LMI: MS-I-s-B-15401)  | Situl arheologic de la Ogra - "Cipău-fermă" / ansamblu anonim (Categorie: locuire civilă) (Tip: Așezare)                                                      | sat Ogra, comuna Ogra              | Fermă                          |                                | D. Protase, A. Zrinyi 1977 | 46°37′00″N 24°20′00″E / 46.61666°N 24.33333°E           | Încărcați imagine | Raportați eroare |
| 120236.01 (Cod LMI: MS-I-s-B-15402)     | Așezarea romană de la Ormeniș (Categorie: locuire civilă) (Tip: așezare)                                                                                      | sat Ormeniș, comuna Viișoara       |                                | sec. II - III d.Hr.            |                            | 46°19′00″N 24°32′00″E / 46.31667°N 24.53333°E           | Încărcați imagine | Raportați eroare |
| 120236.01.01 (Cod LMI: MS-I-s-B-15402)  | Așezarea romană de la Ormeniș / ansamblu anonim (Categorie: locuire civilă) (Tip: Așezare rurală)                                                             | sat Ormeniș, comuna Viișoara       |                                | sec. II - III d.Hr.            |                            | 46°19′00″N 24°32′00″E / 46.31667°N 24.53333°E           | Încărcați imagine | Raportați eroare |
| 115815.01.01 (Cod LMI: MS-I-s-B-15403)  | Situl arheologic de la Ozd - "Lotul Domnișoarei" / ansamblu anonim (Categorie: locuire civilă) (Tip: Așezare)                                                 | sat Ozd, comuna Bichiș             | Lotul Domnișoarei              | Petrești                       |                            | 46°22′00″N 24°07′00″E / 46.36666°N 24.11667°E           | Încărcați imagine | Raportați eroare |
| 115815.01.02 (Cod LMI: MS-I-s-B-15403)  | Situl arheologic de la Ozd - "Lotul Domnișoarei" / ansamblu anonim (Categorie: locuire civilă) (Tip: Așezare)                                                 | sat Ozd, comuna Bichiș             | Lotul Domnișoarei              |                                |                            | 46°22′00″N 24°07′00″E / 46.36666°N 24.11667°E           | Încărcați imagine | Raportați eroare |
| 115815.01.03 (Cod LMI: MS-I-s-B-15403)  | Situl arheologic de la Ozd - "Lotul Domnișoarei" / ansamblu anonim (Categorie: locuire civilă) (Tip: Așezare)                                                 | sat Ozd, comuna Bichiș             | Lotul Domnișoarei              |                                |                            | 46°22′00″N 24°07′00″E / 46.36666°N 24.11667°E           | Încărcați imagine | Raportați eroare |
| 115815.02.01 (Cod LMI: MS-I-s-B-15404)  | Situl arheologic de la Ozd - "Vale" / ansamblu anonim (Categorie: locuire civilă) (Tip: Așezare)                                                              | sat Ozd, comuna Bichiș             | Vale                           |                                |                            | 46°22′00″N 24°07′30″E / 46.36666°N 24.125°E             | Încărcați imagine | Raportați eroare |
| 115815.02.02 (Cod LMI: MS-I-s-B-15404)  | Situl arheologic de la Ozd - "Vale" / ansamblu anonim (Categorie: locuire civilă) (Tip: Așezare)                                                              | sat Ozd, comuna Bichiș             | Vale                           | Petrești                       |                            | 46°22′00″N 24°07′30″E / 46.36666°N 24.125°E             | Încărcați imagine | Raportați eroare |
| 115478.01.01                            | Situl arheologic de la Oroiu / ansamblu anonim (Categorie: locuire civilă) (Tip: Așezare)                                                                     | sat Oroiu, comuna Band             |                                | Coțofeni                       |                            |                                                         | Încărcați imagine | Raportați eroare |
| 115478.01.02                            | Situl arheologic de la Oroiu / ansamblu anonim (Categorie: locuire civilă) (Tip: așezare)                                                                     | sat Oroiu, comuna Band             |                                | Noua                           |                            |                                                         | Încărcați imagine | Raportați eroare |
| 115478.02.01                            | Așezarea de epoca bronzului de la Oroiu -"Chiștebelea" / ansamblu anonim (Categorie: locuire civilă) (Tip: Așezare)                                           | sat Oroiu, comuna Band             | Chiștebelea                    |                                |                            |                                                         | Încărcați imagine | Raportați eroare |
| 116475.01                               | Obiecte neolitice de la Orosia - "Casa fostului casier (Categorie: descoperire izolată) (Tip: obiect izolat)                                                  | sat Orosia, comuna Cuci            | Casa fostului casier           |                                |                            |                                                         | Încărcați imagine | Raportați eroare |
| 115815.03.01                            | Situl arheologic de la Ozd - "Teleac" / ansamblu anonim (Categorie: locuire) (Tip: Așezare)                                                                   | sat Ozd, comuna Bichiș             | Teleac                         | Petrești                       |                            |                                                         | Încărcați imagine | Raportați eroare |
| 115815.03.02                            | Situl arheologic de la Ozd - "Teleac" / ansamblu anonim (Categorie: locuire) (Tip: Așezare)                                                                   | sat Ozd, comuna Bichiș             | Teleac                         | dacică                         |                            |                                                         | Încărcați imagine | Raportați eroare |
| 115815.03.03                            | Situl arheologic de la Ozd - "Teleac" / ansamblu anonim (Categorie: locuire) (Tip: Așezare)                                                                   | sat Ozd, comuna Bichiș             | Teleac                         | sec. IV                        |                            |                                                         | Încărcați imagine | Raportați eroare |
| 115815.04.01                            | Descoperiri aparținând epocii bronzului - "În vii" / ansamblu anonim (Categorie: descoperiri izolate de artefacte) (Tip: Locuire)                             | sat Ozd, comuna Bichiș             | În vii                         |                                |                            |                                                         | Încărcați imagine | Raportați eroare |
| 115815.05.01                            | Necropola scitică de la Ozd - "Piscul Deagului" / ansamblu anonim (Categorie: descoperire funerară) (Tip: Necropolă plană)                                    | sat Ozd, comuna Bichiș             | Piscul Deagului                | grupul Ciumbrud sec. IV a.Chr. |                            |                                                         | Încărcați imagine | Raportați eroare |
| 115815.06.01                            | Așezarea romană rurală de la Ozd - Fântâna de pe dealul Cocoșului / ansamblu anonim (Categorie: locuire civilă) (Tip: Așezare rurală)                         | sat Ozd, comuna Bichiș             | Fântâna de pe dealul Cocoșului | romană sec. II d.Hr.           |                            |                                                         | Încărcați imagine | Raportați eroare |
| 116206.01.01                            | Depozit de obiecte din bronz din apropierea satului Odrihei / ansamblu anonim (Categorie: depozit/tezaur) (Tip: Depozit)                                      | sat Odrihei, comuna Coroisânmărtin |                                | sec. VIII a.Chr.               |                            |                                                         | Încărcați imagine | Raportați eroare |
| 116475.02.01                            | Descoperire aparținând culturii Sighișoara-Wietenberg de la Orosia - "Cimitir" / ansamblu anonim (Categorie: descoperiri izolate de artefacte) (Tip: Locuire) | sat Orosia, comuna Cuci            | Cimitir                        | Sighișoara - Wietenberg        |                            |                                                         | Încărcați imagine | Raportați eroare |
| 117391.01.01                            | Așezarea de epoca bronzului de la Orșova / ansamblu anonim (Categorie: locuire civilă) (Tip: Așezare)                                                         | sat Orșova, comuna Gurghiu         |                                |                                |                            |                                                         | Încărcați imagine | Raportați eroare |
| 117872.01.01                            | Situl arheologic de la Oarba de Mureș - "Pe ocol" / ansamblu anonim (Categorie: locuire civilă) (Tip: Așezare)                                                | sat Oarba de Mureș, oraș Iernut    | Pe ocol                        | Sighișoara - Wietenberg        |                            |                                                         | Încărcați imagine | Raportați eroare |
| 117872.01.02                            | Situl arheologic de la Oarba de Mureș - "Pe ocol" / ansamblu anonim (Categorie: locuire civilă) (Tip: Așezare)                                                | sat Oarba de Mureș, oraș Iernut    | Pe ocol                        | Coțofeni                       |                            |                                                         | Încărcați imagine | Raportați eroare |
| 117872.01.03                            | Situl arheologic de la Oarba de Mureș - "Pe ocol" / ansamblu anonim (Categorie: locuire civilă) (Tip: Așezare)                                                | sat Oarba de Mureș, oraș Iernut    | Pe ocol                        |                                |                            |                                                         | Încărcați imagine | Raportați eroare |
| 118584.03.01                            | Situl arheologic de la Ogra - "Șesul viilor" / ansamblu anonim (Categorie: locuire civilă) (Tip: Așezare)                                                     | sat Ogra, comuna Ogra              | Șesul viilor                   |                                |                            |                                                         | Încărcați imagine | Raportați eroare |
| 118584.03.02                            | Situl arheologic de la Ogra - "Șesul viilor" / ansamblu anonim (Categorie: locuire civilă) (Tip: Așezare)                                                     | sat Ogra, comuna Ogra              | Șesul viilor                   |                                |                            |                                                         | Încărcați imagine | Raportați eroare |
| 118584.04.01 (Cod LMI: MS-I-s-B-15401)  | Așezarea romană de la Ogra - "Cipău Mic" / ansamblu anonim (Categorie: locuire civilă) (Tip: Așezare)                                                         | sat Ogra, comuna Ogra              | Cipău Mic                      | sec.II-III d.Hr.               |                            |                                                         | Încărcați imagine | Raportați eroare |
| 118584.05.01                            | Drumul roman de la Ogra - "Furci" / ansamblu anonim (Categorie: construcție) (Tip: Drum)                                                                      | sat Ogra, comuna Ogra              | Furci                          | romană                         |                            |                                                         | Încărcați imagine | Raportați eroare |
| 118584.06.01 (Cod LMI: MS-II-m-A-15737) | Castelul Haller de la Ogra / ansamblu Castelul Haller (Categorie: construcție) (Tip: Castel)                                                                  | sat Ogra, comuna Ogra              |                                | sec. XVII                      |                            | 46°26′50″N 24°19′21″E / 46.447239°N 24.32257°E          | Încărcați imagine | Raportați eroare |
| 115815.07.01 (Cod LMI: MS-II-m-A-15741) | Castelul Pekri de la Ozd / ansamblu Castelul Pekri (Categorie: structură de cult/religioasă) (Tip: Castel)                                                    | sat Ozd, comuna Bichiș             |                                | ante 1705; refăcut 1732        |                            | 46°21′26″N 24°06′44″E / 46.3571280556°N 24.1123027778°E | Încărcați imagine | Raportați eroare |